# Per Bjørang
Per Andris Bjørang (Lillehammer, 31 januari 1948) is een voormalig schaatser uit Noorwegen. Hij was gespecialiseerd in de sprintafstanden.
Per Bjørang won gedurende zijn carrière slechts één medaille op een mondiaal toernooi, maar dat was wel een gouden medaille, tijdens het WK sprint van 1974 in Innsbruck.

## Persoonlijke records
| Afstand    | Tijd    | Datum           | Baan   |
| ---------- | ------- | --------------- | ------ |
| 500 meter  | 38,06   | 21 maart 1976   | Medeo  |
| 1000 meter | 1.17,17 | 21 maart 1976   | Medeo  |
| 1500 meter | 2.03,29 | 12 maart 1975   | Medeo  |
| 3000 meter | 4.49,5  | 3 februari 1972 | Oslo J |
| 5000 meter | 8.53,1  | 9 januari 1966  | Hamar  |

## Resultaten
| Jaar | Olympische Spelen | WK sprint |
| ---- | ----------------- | --------- |
| 1971 |                   | 31e       |
| 1972 | 4e 500m           | 7e        |
| 1973 |                   | 5e        |
| 1974 |                   | Goud      |
| 1975 |                   | 12e       |
| 1976 | -                 | 7e        |

- = geen deelname

### Medaillespiegel
| Kampioenschap     | Goud | Zilver | Brons |
| ----------------- | ---- | ------ | ----- |
| Olympische Spelen | 0    | 0      | 0     |
| WK Sprint         | 1    | 0      | 0     |